# Владимир Манолов
 Тази статия е за българския сценарист.  За политика вижте Владимир Манолов (политик).  
Владимир Манолов е български сценарист. Освен с писането на сценарии участва и като актьор във филма Борис I.

## Филмография
Като сценарист
- Инспектор без оръжие (1985)

Като актьор
- Борис I (1985), 2 серии